# Zbrodnie w Pawłokomie

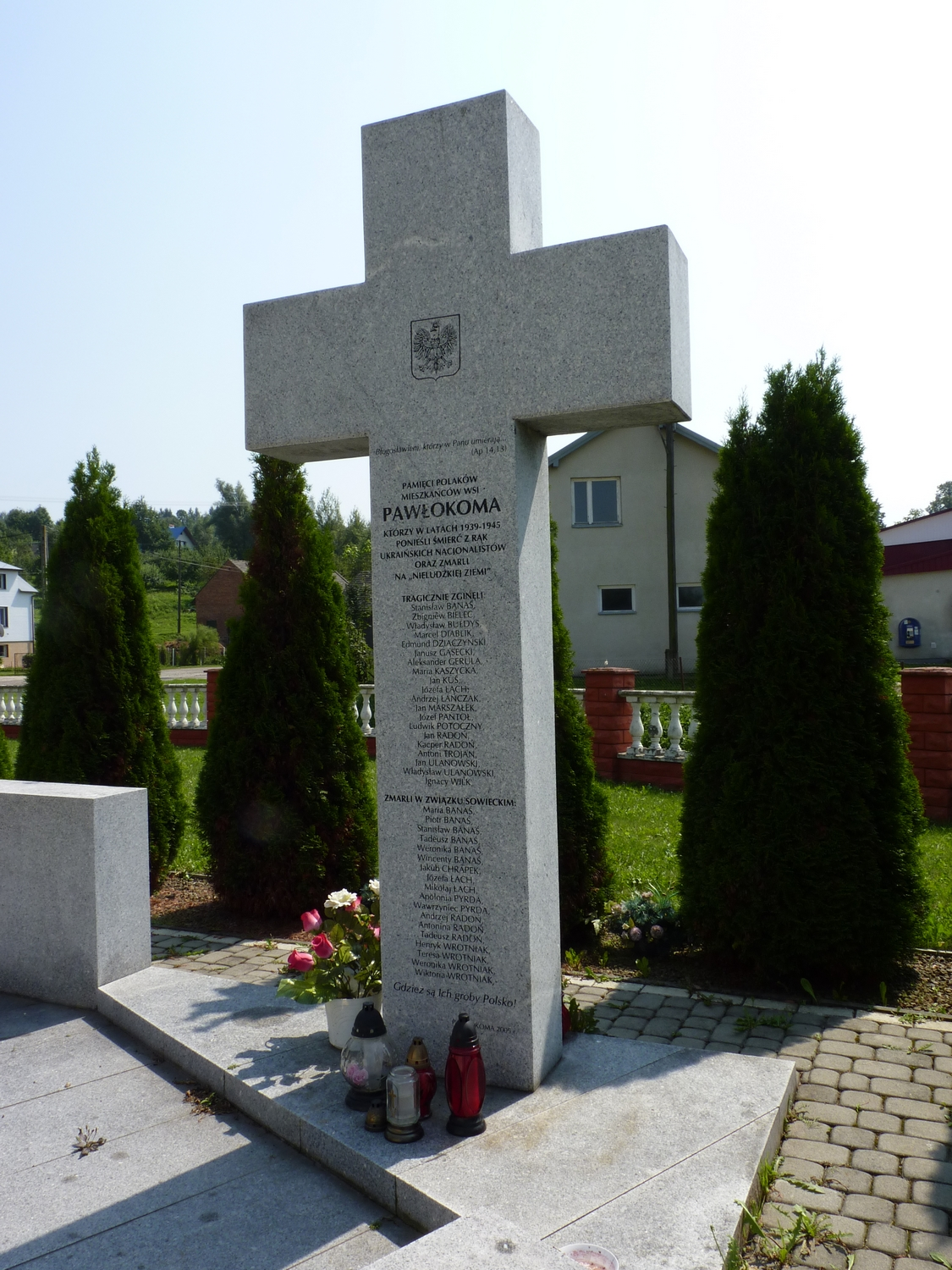
Pomnik poświęcony mieszkańcom Pawłokomy wymordowanym przez ukraińskich nacjonalistów w latach 1939–1945

Zbrodnie w Pawłokomie – szereg zbrodni polskiej partyzantki wymierzonych przeciw obywatelom polskim narodowości ukraińskiej w okresie II wojny światowej, na terenie wsi Pawłokoma.
Punktem kulminacyjnym była zbrodnia 3 marca 1945 r. dokonana przez oddział Józefa Bissa i polskiej samoobrony z okolicznych miejscowości na ukraińskiej ludności Pawłokomy. W jej efekcie zginęło, według różnych obliczeń, najprawdopodobniej od 150 do 366 osób, w tym sześciu Polaków.

## Tło zbrodni

### Położenie i charakterystyka Pawłokomy
Wieś Pawłokoma położona była na prawym brzegu Sanu, w otoczeniu wsi o zdecydowanej przewadze ludności polskiej: Dylągowej, Dąbrówki Starzeńskiej, Bartkówki, Sielnicy. Według danych rzymskokatolickiej diecezji przemyskiej z 1938 zamieszkiwało ją 273 katolików obrządku łacińskiego, zaś Szematizm Administracji Apostolskiej Łemkowszczyzny z 1936 podaje ponadto 898 wiernych wyznania greckokatolickiego. W ciągu wojny, na skutek wywózek do pracy przymusowej w III Rzeszy oraz do ZSRR, liczba mieszkańców spadła. W styczniu 1945 r. sołtys wsi sporządził nowy spis, według którego w Pawłokomie żyło 366 Polaków i 735 Ukraińców. W tym samym czasie wykaz ukraińskich mieszkańców wsi sporządził ksiądz greckokatolicki Wołodymyr Łemcio, który podaje liczbę 655 Ukraińców łącznie, w tym 70 przebywających na robotach, 7 żyjących czasowo poza Pawłokomą oraz 8 wywiezionych do ZSRR, których los nie był znany.
Mieszkańcy wsi posługiwali się językiem ukraińskim na równi z językiem polskim w codziennych kontaktach. Podział na katolików obrządku łacińskiego i bizantyjskiego nie zawsze pokrywał się z podziałem narodowościowym. We wsi znajdowała się parafialna cerkiew greckokatolicka, obejmująca obszar Pawłokomy, Bartkówki i Sielnicy. Rzymskokatoliccy mieszkańcy wsi należeli do parafii we wsi Dylągowa. Ponadto w Pawłokomie działał ukraiński dom ludowy im. Tarasa Szewczenki, czytelnia towarzystwa Proświta, ukraiński sklep i wytwórnia dachówek oraz szkoła utrakwistyczna.

### Stosunki między mieszkańcami wsi w dwudziestoleciu międzywojennym
Zdzisław Konieczny twierdzi, że początku konfliktu polsko-ukraińskiego w Pawłokomie należy upatrywać w parcelacji folwarku Aleksandra Skrzyńskiego przeprowadzonej po 1918. Przy podziale ziemi pominięto ludność ukraińską wsi, przekazując nowe grunty głównie Polakom z Pawłokomy, Dylągowej i innych sąsiadujących wsi. Ten sam autor wskazuje na udział oddziału z Pawłokomy w walkach polsko-ukraińskich 1918–1919 (po stronie ukraińskiej) oraz na ożywioną działalność propagandową księży greckokatolickich, głównie poprzez kazania. Księża razem ze skupioną wokół nich grupą Ukraińców o wyraźnych poglądach nacjonalistycznych upowszechniali we wsi postanowienia pierwszego kongresu OUN, a w 1938 zorganizowali w świetlicy Proswity akademię ku czci Wasyla Biłasa i Dmytra Danyłyszyna i wznieśli pamiątkowy krzyż ku pamięci Olhy Basarab z napisem „Braciom za wolność Ukrainy 1925”. Za zorganizowanie akademii świetlica została zamknięta.
Również później w Pawłokomie odbywały się tajne spotkania lokalnych członków i sympatyków OUN, za co aresztowano czterech z nich. W domu nauczyciela Mikołaja Lewickiego, u którego odbywały się zebrania, znaleziono materiały propagandowe o charakterze antypolskim. Wieś była również miejscem rywalizacji duchowieństwa rzymsko- i greckokatolickiego o pozyskiwanie nowych wiernych, głównie z rodzin mieszanych. Wszystkie te wydarzenia wywoływały negatywny stosunek do Ukraińców u mieszkańców Pawłokomy oraz okolicznych wsi, zamieszkanych głównie przez Polaków, skupionych wokół świetlicy Strzelca w Pawłokomie i w Związku Szlachty Zagrodowej.

### Pawłokoma w czasie okupacji niemieckiej 1939
W 1939 Pawłokoma przez dwa tygodnie znajdowała się pod okupacją niemiecką, zanim wojska hitlerowskie nie wycofały się zgodnie z ustaleniami dotyczącymi granicy między III Rzeszą a ZSRR. W okolicach Pawłokomy w czasie kampanii wrześniowej doszło do starć polsko-niemieckich, zaś wycofujący się żołnierze Wojska Polskiego pozostawili we wsi część swojego wyposażenia. Polacy wspierali uciekinierów przekazując im cywilne ubrania. Z kolei ta część Ukraińców, która popierała OUN, przychylnie powitała wejście wojsk niemieckich. Zdarzały się nawet przypadki donoszenia na Polaków, którzy pomagali żołnierzom polskim lub ostrzeliwali niemiecką załogę wsi. Na podstawie takiego doniesienia Niemcy aresztowali 5 osób, jednak – według wspomnień mieszkańców wsi – uwolnili ich po tym, gdy inni Polacy zaprzeczyli prawdziwości donosu.

### Pawłokoma w czasie okupacji radzieckiej 1939–1941
Wejście wojsk radzieckich do Pawłokomy zostało nieufnie przyjęte przez ludność ukraińską i zdecydowanie źle przez Polaków. Nowe władze organizowały szereg spotkań propagandowych, w czasie których głoszono przyłączenie ziem ukraińskich do Ukraińskiej Socjalistycznej Republiki Radzieckiej i wyzwolenie Ukraińców spod ucisku „polskich panów”. Zabroniono działania wszelkich instytucji religijnych, natomiast 10 lutego 1940 deportowano ze wsi 40 Polaków. Według relacji grupy polskich mieszkańców Pawłokomy do wywózek przyczyniła się miejscowa ludność ukraińska, zaś miejscowi nacjonaliści ukraińscy domagali się od radzieckiego komendanta przyzwolenia na zabicie polskich sąsiadów. W 1940 r. 9 mieszkańców wsi zostało wcielonych do Armii Czerwonej – było wśród nich 6 Ukraińców i 3 Polaków.

### Pawłokoma w czasie okupacji niemieckiej 1941–1944
Wojska radzieckie wycofały się ze wsi w czerwcu 1941 z powodu ataku hitlerowskiego na ZSRR. Powrót Niemców umożliwił swobodne działanie ukraińskim nacjonalistom, m.in. do Pawłokomy wrócił Mikołaj Lewicki (poprzednie dwa lata przeżył w Dynowie) i ponownie zaczął organizować młodzież ukraińską wokół haseł antypolskich. Ukraińcy byli również faworyzowani w dostępie do urzędów oraz prowadzeniu działalności oświatowej, kulturalnej i sportowej. Do wsi przyjeżdżali aktywiści OUN, grupa co najmniej 10 młodych mężczyzn z Pawłokomy wstąpiła ochotniczo do SS „Galizien”. Ludność polska winiła ponadto Ukraińców za wywiezienie do Auschwitz-Birkenau 3 Polaków i 1 Ukrainki (o nastawieniu propolskim) oraz za zastrzelenie Józefa Michalika, prawdopodobnie członka Armii Krajowej. Zarzuty o spowodowaniu aresztowania wymienionych wyżej osób nie miały żadnego potwierdzenia dowodowego.
Na terenie Pawłokomy i okolic dochodziło do starć między nacjonalistycznymi organizacjami ukraińskimi a polskim podziemiem, które zaczęło się tworzyć w regionie około jesieni 1940. Polacy zniszczyli m.in. pamiątkowy krzyż wzniesiony przez Ukraińców na cześć bitwy pod Krutami, miejsce regularnych manifestacji o charakterze nacjonalistycznym; polskie podziemie wydało i wykonało wyrok śmierci na czterech aktywistach OUN – Mikołaju Lewickim, Iwanie Karpie, Eugenii Trojan i Iwanie Szpaku. Pierwszy z nich został zastrzelony 14 października 1942, drugi w maju 1943, dwoje ostatnich już w 1944. Działania te skłoniły ukraińskich nacjonalistów do mniej otwartego działania. Równocześnie zdarzały się przypadki pogróżek ze strony ludności ukraińskiej pod adresem Polaków, które zwiększyły niechęć i strach Polaków zwłaszcza po pojawieniu się w Pawłokomie pierwszych uciekinierów z Wołynia na przełomie lat 1943/1944, którzy opowiadali miejscowym o rzezi wołyńskiej.
Dalsze pogłębianie się nastrojów antyukraińskich wśród Polaków nastąpiło po tym, gdy policja ukraińska aresztowała grupę Polaków należących do AK, a próba ich odbicia z posterunku policyjnego w Jaworniku Ruskim zakończyła się zdobyciem budynku, ale nie uwolnieniem aresztowanych, których już tam nie było. Ich los nie został wyjaśniony, jednak mieszkańcy uznali za pewnik, że zamordowali ich Ukraińcy. W odwecie za atak na Jawornik Niemcy razem z ukraińską policją pomocniczą spacyfikowali wieś Dylągowa, zabijając jednego Polaka.

### Pawłokoma po wejściu Armii Czerwonej
W 1944 na terenach powiatu brzozowskiego, po wejściu Armii Czerwonej, zaczęły się tworzyć struktury nowych, zależnych od ZSRR władz. Wkraczające wojska traktowały obszar na wschód od Sanu jako przynależny ZSRR; z Pawłokomy wcielono do Armii Czerwonej 5 Ukraińców. W Pawłokomie ulokowała się jednostka wojskowa wyspecjalizowana w szkoleniu telegrafistów i radiowców, która chroniła zarówno ludność ukraińską przed ewentualnymi atakami odwetowymi ze strony polskiego podziemia, jak i ludność polską przed możliwą napaścią UPA.
Partyzantka ukraińska była czynna na obszarze powiatu brzozowskiego, obok UPA funkcjonowała Służba Bezpeky i SKW. 21 i 22 lipca 1944 z rąk ukraińskich partyzantów zginęli księża Jan Mazur i Józef Kopeć, proboszczowie odpowiednio Tarnawatki i Borownicy. UPA napadła również na wsie Jabłonica Ruska, Ulucz, Poręby, Siedliska, Kotów, Bachów, Piątkowa, Żohatyn, Jawornik i Sufczyna. W związku z tym w Dylągowej i Sielnicy powstały polskie samoobrony. Polacy zwracali się o ochronę również do oddziałów AK, które po Akcji Burza uniknęły rozbicia i aresztowania. W Pawłokomie, z uwagi na obecność jednostki radzieckiej (do stycznia 1945), a następnie ze względu na obecność oddziałów AK i Batalionów Chłopskich, mieszkańcy czuli się jednak bezpieczni.
Działające w okolicach Pawłokomy oddziały AK znały wydarzenia rzezi wołyńskiej i w związku z tym były nieprzychylnie nastawione do Ukraińców. Potęgowały to kolejne przypadki napaści UPA i SKW na polskie wioski. W samej Pawłokomie również istniała zakonspirowana struktura OUN, znanych z nazwiska jest co najmniej 50 jej członków i sympatyków.

## Zbrodnia

### Uprowadzenie 7 Polaków
Po wyjściu z Pawłokomy radzieckiej jednostki we wsi pojawił się 21 stycznia 1945 uzbrojony oddział w sile ok. 60 osób, który zabrał ze sobą siedmiu Polaków i jedną nastawioną propolsko Ukrainkę, w tym sołtysa Kacpra Radonia i delegata do Gminnej Rady Narodowej Ignacego Wilka. Z. Konieczny w ślad za polskimi mieszkańcami Pawłokomy twierdzi, że był to oddział UPA, Eugeniusz Misiło, opierając się na relacjach ukraińskich, dowodzi, że chodziło o jednostkę NKWD, na co wskazuje jego zdaniem jednolite umundurowanie całej grupy oraz fakt, że w pierwszych miesiącach roku 1945 na terenie powiatu brzozowskiego nie było już tak silnych oddziałów UPA, które wycofały się w góry bądź zostały rozwiązane ze względu na ogromną przewagę liczebną jednostek radzieckich. Ten sam autor wskazuje na fakt, że w okolicach Pawłokomy czynne były jednostki NKWD i zdarzały się przypadki, gdy oddziały AK i BCh omyłkowo brały je za oddziały ukraińskie.
Wobec faktu, że ślad po uprowadzonych zaginął, ich rodziny uznały ich za zamordowanych i apelowały – także za pośrednictwem księży greckokatolickich z Pawłokomy i Dynowa – o ujawnienie miejsca pochówku. Działania te nie przyniosły żadnych rezultatów. W związku z tym Milicja Obywatelska aresztowała 22 lutego 11 (lub 17) Ukraińców, by w czasie śledztwa wydobyć od nich informację o losie Polaków. Ich dalszy los nie jest jasny. W tym samym czasie AK wydało rozkaz likwidacji ukraińskiego sołtysa Dynowa Jerzego Prokopa, który został zabity razem z całą rodziną. W zbrodni tej brało udział dwóch braci Polaków uprowadzonych 21 stycznia.

### Narada w Dynowie
Polacy z Dynowa i Pawłokomy apelowali do starosty brzozowskiego o przysłanie wojska w celu wymuszenia informacji o zaginionych. Zebrania w starostwie zamieniały się w wiece antyukraińskie, w czasie których mieszkańcy wspominali całą wcześniejszą działalność ukraińskich nacjonalistów i zbrodnie w sąsiednich miejscowościach. Do podsycania tych nastrojów szczególnie przyczyniali się uchodźcy z Wołynia. Wreszcie polscy mieszkańcy wyjechali z Pawłokomy po odbytej uprzednio naradzie w sprawie przeprowadzenia akcji przeciwko Ukraińcom. E. Misiło podaje na podstawie wspomnień i dokumentów oddziału Józefa Bissa ps. „Wacław”, że miała ona miejsce w Dynowie pod koniec lutego 1945 z udziałem Polaków z Pawłokomy, członków samoobron z okolicznych wsi oraz przedstawicieli AK. W czasie procesu członków swojego oddziału Biss zeznał, że na naradzie zdecydowano o udziale jego oddziału, samoobrony polskiej z Dynowa oraz „miejscowej samoobrony”, łącznie 250 ludzi. Twierdził też, ze zebrani mieszkańcy Pawłokomy informowali o obecności oddziału UPA we wsi i dlatego zdecydowano o schwytaniu i zabiciu wszystkich mężczyzn powyżej 15 roku życia, poza niedołężnymi starcami. Z. Konieczny podaje, że zaplanowano jedynie rozstrzelanie mężczyzn członków podziemia ukraińskiego, zaś kobiety i dzieci miały być przekazane UPA.

### Przebieg zbrodni

#### Ataki 1 i 2 marca
Na podstawie relacji świadków ustalone zostało, że przed główną napaścią na Pawłokomę przeprowadzonych zostało kilka ataków sprawdzających, na ile ludność ukraińska będzie się bronić. Pierwszy z nich miał miejsce 27 lub 28 lutego, Eugeniusz Misiło podaje, że jego ofiarą padło 13 osób. 1 marca została zaatakowana Zahora (górna część Pawłokomy) oraz jej przysiółki; w relacjach ocalałych Ukraińców pojawia się informacja o zamordowaniu w tym dniu od kilkunastu do kilkudziesięciu osób. Po tej napaści oddziały polskie wiedziały już, że we wsi nie ma jednostki UPA. Z. Konieczny stwierdza, że ataki z 1 i 2 marca były dziełem oddziałów zmierzających dopiero w stronę planowanego miejsca zgrupowania w Dylągowej, gdzie na plebanii rzymskokatolickiej stacjonował sztab por. Józefa Bissa ps. „Wacław”, wyznaczonego przez kierownictwo Obwodu Rzeszowskiego AK do kierowania całością działań. Następnego dnia „Wacław” wyznaczył zadania dowódcom plutonów. Oddziały polskie weszły do Pawłokomy ok. czwartej rano 3 marca 1945.
We wspomnieniach J. Fedaka pojawia się informacja, że po wydarzeniach 1 marca Ukraińcy z Pawłokomy wybrali 10 młodych mężczyzn, który mieli udać się po pomoc do przedstawicieli OUN i Służby Bezpeky w Jaworniku Ruskim i Piątkowej. Do spotkania z przedstawicielem OUN oraz SB doszło, jednak wedle tych samych wspomnień pomocy odmówiono, z powodu przewagi sił polskich.

#### Zbrodnia 3 marca 1945
Według E. Misiły Pawłokoma została całkowicie otoczona, zaś zbliżający się do jej centrum żołnierze strzelali do każdej napotkanej osoby, w tym do kobiet i dzieci, których liczbę autor szacuje na ok. 50. Ukraińscy mieszkańcy wsi, po zorientowaniu się w sytuacji, próbowali ukrywać się lub uciekać do cerkwi. Osoby, których kryjówki zostały wykryte, były zabijane na miejscu lub pędzone do cerkwi lub do domu ludowego. Według relacji ukraińskich świadków w miejscach tych oddzielano mężczyzn, kobiety i dzieci powyżej lat 7 (lub 10) od pozostałych i rozstrzeliwano na nieczynnym greckokatolickim cmentarzu. W zeznaniach tych świadków pojawiają się również informacje o biciu mężczyzn cepami, okręcaniu drutem kolczastym i wycięciu krzyża na piersi jednego z nich. Zaprzeczają temu żołnierze z oddziału „Wacława”, twierdzący, że rozstrzeliwano jedynie mężczyzn, po uprzednim ponowieniu pytania, gdzie pochowano uprowadzonych ze wsi Polaków. Żołnierze o nazwiskach Kowal i Hayduk twierdzili, że oddział w sile 40 osób osłaniał działania miejscowych samoobron, które wyłapywały Ukraińców należących do UPA lub SKW, a także zatrzymał kilku uzbrojonych Ukraińców przy próbie ucieczki. Hayduk twierdził, że byli to dezerterzy z niemieckiej policji pomocniczej, którzy następnie zostali członkami UPA. Napastnicy mieli ponadto znaleźć w cerkwi oraz w sąsiadujących domach broń i amunicję.
Według polskich relacji żołnierze oddziału „Wacława” nie brali udziału w rozstrzeliwaniach, a jedynie osłaniali działania członków samoobron. E. Misiło wskazuje, że w czasie swojego przesłuchania na rozprawie 30 lipca 1953 Czesław Sputa ps. „Żelazny”, dowodzący drużyną w oddziale Józefa Bissa, zeznał, iż żołnierze z tego oddziału brali bezpośredni udział w sprawdzaniu narodowości mieszkańców Pawłokomy spędzonych do cerkwi, a także w rozstrzeliwaniu, razem z członkami samoobron polskich. Ten sam autor podaje, że w zbrodni na cmentarzu brali udział żołnierze AK z plutonu Tadeusza Kowala ps. „Szary”. Istnieją sprzeczne zeznania w kwestii sposobu zabijania – żołnierz AK Roman Tworzydło zeznał, że rozstrzeliwano Ukraińców z pistoletu maszynowego MP, w czym miał osobiście brać udział. Inny żołnierz, Marian Sputa, w 1952 zeznał z kolei, że ofiary ginęły od strzałów w tył głowy. E. Misiło podaje również, że w zbrodni brał udział sam Józef Biss, który miał być obecny w cerkwi i uczestniczyć w selekcji ludności, udać się na cmentarz, a następnie zjeść we wsi obiad.
Z Pawłokomy ocalała jedynie grupa kobiet i dzieci, które wyprowadzono pod eskortą do Birczy lub do Gdyczyny. „Wacław” miał osobiście je pożegnać i oznajmić, że zmienia nazwę Pawłokomy na Wacławówkę.

### Liczba ofiar zbrodni
Różne źródła podają liczby od 80 do 500 zabitych w Pawłokomie. Bezdyskusyjne rozstrzygnięcie liczby ofiar nie jest praktycznie możliwe, ponieważ nie wykonano pełnej ekshumacji zwłok z mogił. Publikacje (ulotki) UPA z jesieni 1945 szacują liczbę zabitych Ukraińców na ok. 300 osób. Zdaniem żołnierzy uczestniczących w zbrodni w Pawłokomie takiej liczby ciał nie były w stanie pomieścić wykopane przez nich doły; twierdzą oni, że rozstrzelanych zostało co najwyżej 120–150 Ukraińców. Sam Józef Biss utrzymywał, że zginęło co najwyżej 80 osób.
Imienny spis ofiar podaje Petro Poticznyj w swojej pracy Pawłokoma 1441–1945. Istoria seła, który wskazuje na 366 zabitych, w tym sześciu Polaków, opierając się na wspomnieniach swojej matki Ołeny oraz na poszerzających je badaniach. Wymieniony wykaz zawiera jednak nie tylko zabitych 3 III, ale i 22 osoby, które zginęły w kilka dni przed i po zbrodni oraz 19 mieszkańców okolic zamordowanych po powrocie z robót przymusowych. Misiło w ślad za Poticznym pisze ponadto o kilkudziesięciu osobach zabitych w przysiółkach, których ciała zostały wrzucone do bunkra w pobliżu wsi. Z. Konieczny podważa wiarygodność tego spisu, porównując go ze spisem ludności ukraińskiej dokonanym przed wojną przez proboszcza, wskazując na nierówne liczby osób o tych samych nazwiskach na jednej i drugiej liście (niekiedy wyraźnie wyższe w wykazie ofiar). Autor ten skłania się ku przyjęciu wersji o 150 zabitych.

### Skutki zbrodni
Ocalałe z Pawłokomy Ukrainki złożyły skargę u komendanta radzieckiego w Sanoku, powodując wysłanie do Dynowa oddziału NKWD, który aresztował 282 Polaków. Tylko 82 z nich zostało ostatecznie uwięzionych na cztery miesiące. Z kolei władze polskie zatrzymały w tej samej sprawie dalszych kilka osób, skazanych na krótkie wyroki więzienia i wypuszczonych na mocy amnestii.
Zbrodnia w Pawłokomie nie powstrzymała oddziałów UPA od dalszych napadów na polską ludność cywilną, dokonanych we wsiach Ulucz, Jawornik Ruski i Borownica (ponad 60 zabitych), a w późniejszym okresie na mniejszą skalę w kilkunastu innych miejscowościach powiatu brzozowskiego. W nocy z 4 na 5 października 1945 UPA zaatakowała Pawłokomę, zabijając od kilku do kilkunastu Polaków, którzy powrócili do opuszczonej wsi, również zamieszkując w dawnych ukraińskich gospodarstwach, zaś w lutym 1946 porwała i zabiła dalszych kilku Polaków osiadłych w Pawłokomie po zbrodni. Czyny te zostały przedstawione jako odwet za zbrodnię na Ukraińcach.

## Postępowania sądowe w sprawie zbrodni w Pawłokomie
13 maja 1952, w związku z inną sprawą zabójstwa żołnierza radzieckiego, WUBP zatrzymał we Wrocławiu Czesława i Mariana Sputów. Dopiero w listopadzie tego samego roku w aktach ich sprawy pojawia się wzmianka o ich podejrzeniu o udział w „masowym mordowaniu osób narodowości ukraińskiej w miejscowości Pawłokoma”, podobnie jak w przypadku zatrzymanych wcześniej Romana Tworzydły i Antoniego Geruli. Sprawę prowadził chorąży WUBP Wilhelm Budziak, który nakazał rozkopanie jednego z trzech odkrytych na cmentarzu w Pawłokomie masowych grobów, a także odnalazł – wśród skazanych już wcześniej członków polskiego podziemia niepodległościowego – dalszych podejrzanych o udział w zbrodni, w tym Józefa Bissa.
17 sierpnia 1953 Wojewódzki Sąd Rejonowy w Rzeszowie skazał Romana Tworzydłę na 15 lat więzienia, m.in. za bezpośredni udział w „akcji eksterminacyjnej ludności ukraińskiej w Pawłokomie”. Identyczną karę otrzymał Czesław Sputa. Marian Sputa został skazany na 8 lat, Antoni Gerula – na 4 lata i 6 miesięcy więzienia. Józef Biss nie został uznany za winnego zbrodni w Pawłokomie.
30 sierpnia 1956 Sąd Najwyższy uchylił wyrok wydany na wyżej wymienione osoby i w kolejnym miesiącu wszyscy opuścili zakład karny. Czynności sprawdzające w sprawie zbrodni prowadzone są przez IPN na wniosek osób poszkodowanych w tych wydarzeniach (sprawa nr S/52/01/Zi).

### Wspólna msza
W 2005, po krokach ze strony ukraińskiej (m.in. ustępstwa w sprawie cmentarza Orląt Lwowskich), Polacy wyrazili zgodę na postawienie na zaniedbanym cmentarzu greckokatolickim w Pawłokomie pomnika upamiętniającego wydarzenia z 1945. Prace trwały do 2006. 13 maja 2006 uroczystego poświęcenia pomnika pamięci dokonali kardynał Lubomyr Huzar (zwierzchnik Ukraińskiej Cerkwi greckokatolickiej) oraz biskup przemyski Józef Michalik. W uroczystości uczestniczyli prezydenci Polski i Ukrainy Lech Kaczyński i Wiktor Juszczenko z małżonkami, którzy wygłosili przemówienia o przebaczeniu i współpracy pomiędzy swoimi narodami. Po odprawieniu panychydy prezydenci złożyli również hołd wszystkim polskim ofiarom poległym od kul UPA w Pawłokomie.